# Лукашов Владлен Олексійович
Лукашов Владлен Олексійович (15 січня 1930, Запоріжжя — 20 січня 2003, Німеччина) — український композитор, автор музики до популярних музичних комедій, зокрема мюзикла — «За двома зайцями». Зарубіжний член Національної спілки композиторів України.

## Життєпис
Владлен Лукашов народився 15 січня 1930 у Запоріжжі.
У 1955 закінчив Київську консерваторію по класу композиції Б. М. Лятошинського.
1955—1961 — музичний редактор Українського радіо.
З 1962 — на творчій роботі. Працював переважно у жанрі музичної комедії. Співпрацював з композитором В. Ільїним і лібретистом Д. Шевцовим.
Член Спілки композиторів УРСР. Зарубіжний член НСКУ.
З 2000 жив у Німеччині. Пішов з життя 20 січня 2003.

## Твори
Музичні комедії
- «Суперники» (1958)
- «Володимирська гірка» (1959)
- «Кубинська новела» (1963)
- «Додому повернулись моряки» (1964)
- «Полтавські дівчата» (1965)
- «Бравий солдат Швейк» (1968, 2-а редакція 1970)
- «Ти і я» (1970)
- «Суперниця кохання» (1973)
- «Брехуха» (1976, у співавторстві)
- «За двома зайцями» (1979, у співавторстві з В. Ільїним)
- «Кохання небачене диво» (1983)

Інше
- Увертюра на народні теми (1961)
- Романси («Я хочу радості і світла» на слова В. Сосюри, «Дуб» на слова М. Ісаковського)
- Пісні («Вогні Києва» на слова О. Марунич, «Київ—Прага» на слова О. Новицького)
- Музика до драматичних спектаклів і радіопостановок.